# Caricom Competition Commission
De Caricom Competition Commission (Caricom Concurrentie Commissie; CCC) is een instelling van de Caricom. Het hoofdkantoor bevindt zich in Paramaribo, Suriname, in een pand van het Surinaamse ministerie van Economische Zaken, Ondernemerschap en Technologische Innovatie.
De regeringsleiders van de lidstaten van de Caricom Interne Markt en Economie (CSME) namen de beslissing voor de oprichting in november 2004. Dit gebeurde tijdens de 10e vergadering van de CSME in Port of Spain, Trinidad en Tobago, waarvan het een van de belangrijkste ondersteunende instellingen is. De inauguratie vond plaats op 18 januari 2008.
De oprichting is voortgevloeid uit artikel 169 van het Herziene Verdrag van Chaguaramas uit 2001. Hierin werd de basis gelegd om te komen tot een gemeenschappelijke markt en economie. De rol van de CCC hierin is om eerlijke concurrentie te garanderen en het welzijn van de consument te vergroten.